# Клепачев
Клепачев (пол. Klepaczew) — село в Польщі, у гміні Сарнаки Лосицького повіту Мазовецького воєводства.
Населення — 119 осіб (2011).
У 1975-1998 роках село належало до Білопідляського воєводства.

## Демографія
Демографічна структура станом на 31 березня 2011 року:
|          | Загалом | Допрацездатний вік | Працездатний вік | Постпрацездатний вік |
| -------- | ------- | ------------------ | ---------------- | -------------------- |
| Чоловіки | 64      | 14                 | 43               | 7                    |
| Жінки    | 55      | 9                  | 31               | 15                   |
| Разом    | 119     | 23                 | 74               | 22                   |